# Giuseppe D'Urso
Giuseppe D'Urso (Catania, 15 settembre 1969) è un ex mezzofondista italiano, medaglia d'argento mondiale negli 800 metri piani a Stoccarda 1993.
È l'attuale primatista italiano indoor degli 800 metri piani e dei 1500 metri piani.

## Biografia
Scoperto dal suo professore di educazione fisica Pietro Collura, Giuseppe D'Urso - l'unico medagliato catanese in una rassegna “globale” - ha mosso i primi passi nell'atletica nel 1985 a 16 anni con la Libertas Catania, nel 1989 lo troviamo con il Cus Palermo e dal 1990 con le Fiamme Azzurre.
Negli ultimi venti anni del XX secolo e nel nuovo millennio, l'Italia ha avuto quattro ottocentisti di buon valore internazionale. Il primo ad apparire sulla scena è stato il potentino Donato Sabia nel 1980, poi fu la volta di Andrea Benvenuti, Giuseppe D'Urso e infine Andrea Longo.
Emilio Lunghi, Luigi Beccali, Mario Lanzi e Giuseppe D'Urso, questi i quattro italiani che sono saliti sul podio dei Giochi olimpici o dei Mondiali nella storia del mezzofondo veloce. L'unico oro azzurro è stato quello di Luigi Beccali, lo vinse sui 1500 metri a Los Angeles nel 1932, aprendo una nuova frontiera per l'Italia nelle medie distanze. Quattro anni dopo il milanese colse a Berlino il bronzo olimpico sempre nei 1500 metri. Negli 800 metri gli azzurri hanno conquistato tre argenti splendenti: Emilio Lunghi, il primo grande della nostra atletica, a Londra nel 1908; Mario Lanzi, l'atleta dai traguardi mancati, a Berlino nel 1936; Giuseppe D'Urso, 57 anni dopo, a Stoccarda nel 1993.
D'Urso si rivela a 19 anni ai Mondiali Juniores di Sudbury nel 1988, dove si piazza quinto alla sua prima esperienza internazionale, seguito da un settimo posto agli Europei di Spalato 1990, sempre negli 800 metri. Nel 1991 è il n. 1 italiano dell'anno sui due giri di pista nel ranking di merito. In quella stagione nell'Università di Sheffield il 22 luglio è il primo azzurro a conquistare l'oro sugli 800 in questa rassegna. L'11 agosto a Grosseto con 1'45”94 scende sotto la barriera di 1'46”0, settimo italiano di tutti i tempi. Ai Mondiali di Tokyo il 25 agosto, quarto in batteria, manca per cinque centesimi di secondo l'ingresso alle semifinali, beffato dal sovietico Sudnik nell'ultimo metro e mezzo sulla linea d'arrivo.
Alle Olimpiadi di Barcellona nel 1992 una tonsillite con febbre a 38 gradi e mezzo, sopravvenuta il giorno prima della gara, lo fa restare a letto e la mattina dopo non può prendere il via nella quarta batteria.
Nel Meeting internazionale indoor di Genova del 17 febbraio 1993 l'ottocentista catanese con una cavalcata sposta il limite italiano a 1'45”44 (il precedente era di Carlo Grippo, 1'46”37 nel 1977), miglior prestazione mondiale indoor del 1993 e a fine stagione quinta “all-time”. Nell'ordine il keniota Paul Ereng (1'44”84), l'inglese Sebastian Coe (1'44”91), lo statunitense Johnny Gray (1'45”00), appena un centesimo meglio di D'Urso il brasiliano José Luiz Barbosa (1'45”43). Così Giuseppe su Atletica Leggera (Marzo 1993, n. 397): «Mi sentivo benissimo. L'australiano Stubbs, incaricato di fare l'andatura, è stato quasi perfetto. Questo record lo dedico al mio allenatore Pietro Collura che mi ha scoperto in una selezione scolastica».
L'impresa più grande del catanese rimane l'argento conquistato ai Mondiali di Stoccarda 1993. In una lotta concitata con i kenioti, D'Urso batte Billy Konchellah - il lungo Masai che aspirava alla tripletta mondiale dopo Roma 1987 e Tokyo 1991 - finito solo terzo in 1'44”89, ma soccombe a Paul Ruto, 1'44”86 contro 1'44”71. Giuseppe compie il capolavoro negli ultimi 120 metri che regala all'Italia una medaglia che rimarrà nella storia.
Al Golden Gala il 5 giugno 1996 in una serata romana all'Olimpico, ottiene una splendida vittoria con il personale di 1'43”95 che dedica alla moglie Tania, miglior prestazione mondiale stagionale in quel momento e a tutt'oggi la quinta italiana di sempre. Il 5 giugno 1998 D'Urso illumina la Notturna di Milano con 1'44”46, suo terzo tempo e il 27 è d'oro in Coppa Europa a San Pietroburgo sui 1500. Di nuovo re di Coppa nel 1999 allo “Stade Charlety” di Parigi il 19 giugno sulla distanza più lunga con la sua volata da manuale.
Dalla stagione 2008-2009 entra nel settore sanitario del Gruppo Sportivo Fiamme Azzurre come fisioterapista.

## Palmarès
| Anno | Manifestazione          | Sede      | Evento      | Risultato | Prestazione | Note |
| ---- | ----------------------- | --------- | ----------- | --------- | ----------- | ---- |
| 1988 | Mondiali juniores       | Sudbury   | 800 m piani | 5º        | 1'53"34     |      |
| 1990 | Europei indoor          | Glasgow   | 800 m piani | 5º        | 1'49"52     |      |
| 1990 | Europei                 | Spalato   | 800 m piani | 7º        | 1'47"29     |      |
| 1993 | Mondiali                | Stoccarda | 800 m piani | Argento   | 1'44"86     |      |
| 1994 | Europei                 | Helsinki  | 800 m piani | 5º        | 1'46"90     |      |
| 1996 | Europei indoor          | Stoccolma | 800 m piani | Argento   | 1'48"04     |      |
| 1997 | Giochi del Mediterraneo | Bari      | 800 m piani | Oro       | 1'47"10     |      |

## Campionati nazionali
- 3 volte campione italiano assoluto degli 800 metri piani indoor (1993, 1996, 2000)
- 2 volte campione italiano assoluto degli 800 metri piani (1993, 1994)
- 2 volte campione italiano assoluto dei 1500 metri piani indoor (1997, 1998)

1993
- Oro ai campionati italiani assoluti, 800 m piani - 1'45"68

1994
- Oro ai campionati italiani assoluti, 800 m piani - 1'48"61

1996
- Oro ai campionati italiani assoluti indoor, 800 m piani - 1'49"57

1997
- Oro ai campionati italiani assoluti indoor, 1500 m piani - 3'57"5

1998
- Oro ai campionati italiani assoluti indoor, 1500 m piani - 3'39"73

2000
- Oro ai campionati italiani assoluti indoor, 800 m piani - 1'50"31

2001
- Bronzo ai campionati italiani assoluti, 800 m piani - 1'48"75

## Altre competizioni internazionali
1998
- 5º all'Athletissima ( Losanna), 800 m piani - 1'46"79

1999
- Oro in Coppa Europa ( Parigi), 1500 m piani - 3'46"01
- 9º al Golden Gala ( Roma), miglio - 3'52"72
- 9º all'Athletissima ( Losanna), 800 m piani - 1'45"39

2000
- 13º al Golden Gala ( Roma), 800 m piani - 1'52"74